# حزب پیکار
حزب پیکار، یک حزب سوسیالیست در ایران دهه ۱۳۲۰ و ۳۰ بود. این حزب مخالف عملکرد رضاشاه بود و اشغال ایران در جنگ جهانی دوم را محکوم کرد.

## تشکیل حزب
پس از شهریور ۱۳۲۰ و کناره‌گیری رضا شاه فضای سیاسی کشور باز شده و در سپهر سیاسی ایران احزاب جدیدی با نگاه به کشورهای در جنگ شکل گرفت. حزب پیکار به رهبری خسرو اقبال، و اعضایی چون جلال شادمان، حسن مهری، محمود تفضلی، جهانگیر تفضلی، رضا آذرخشی و حسن ارسنجانی تشکیل شد.
روزنامه‌های وابسته به حزب به ترتیب عبارت بودند از بهار، نبرد، ایران ما و داریا که روزنامه بهار در ابتدا و سپس داریا ارگان رسمی حزب اعلام شد.

## اتحاد و جدایی
پس از بازگشت سیدضیاء الدین طباطبائی به عرصه سیاسی گروهی به رهبری ارسنجانی در حزب تلاش کردند که سیدضیاء رهبری حزب را بر عهده بگیرد که با مخالف جناح مقابل این امر محقق نشد و بعد از آن علاوه بر حزب توده، حزب اراده ملی به رهبری سیدضیاء نیز از مخالفان سرسخت این حزب و ایده‌هایش شد.
در سال ۱۳۲۳ و با تشکیل حزب میهن توسط سه حزب استقلال، میهن‌پرستان و آزادی‌خواهان این گروه نیز به آنان پیوست تا یک حزب واحد بنام میهن را در جهت مقابله با نیروهای وابسته به بیگانه سازماندهی کنند. پس از گذشت یک سال و در پی بروز اختلاف در حزب میهن، گروه مربوط به حزب پیکار از مجموعه جدا شدند. با توجه به حضور تفضلی در اروپا اعضا حزب پس از خروج و انشعاب مدتی به سمت حزب توده گرایش یافتند و برخی نیز جذب حزب دموکرات قوام شدند. بعد از مدتی اختلافات داخلی و نبود رهبران حزب مانند اقبال و تفضلی باعث شد تا مجموعه منحل شود.